# Einsturz eines Wohnhauses in Pjöngjang am 13. Mai 2014
Am 13. Mai 2014 geschah ein Einsturz eines Wohnhauses in Pjöngjang und führte vermutlich zu rund 500 Todesfällen. Das Unglück wurde für nordkoreanische Verhältnisse ungewöhnlich offen kommuniziert. Vier Ingenieure des Bauvorhabens sollen einige Tage später hingerichtet worden sein.
Das 23-stöckige Wohnhaus befand sich im Stadtteil P’yŏngch’ŏn-guyŏk der nordkoreanischen Hauptstadt Pjöngjang. Ob das Gebäude vollständig einstürzte, blieb unklar. Ebenso wurden keine Bilder der Einsturzstelle veröffentlicht. Zum Zeitpunkt des Unglückes befand sich das Gebäude noch im Bau, jedoch lebten hier bereits etwa 92 Familien. Eine genaue Anzahl der Todesopfer wurde von offizieller Seite nicht bekanntgegeben. Laut KCNA wurden die Rettungsarbeiten am 17. Mai 2014 beendet. Publik wurde das Unglück, als die nordkoreanische Zeitung Rodong Sinmun am 18. Mai 2014 darüber berichtete.

## Vorgeschichte
Zu Ehren des „ewigen Präsidenten“ Kim Il-sung begann Nordkorea im Jahr 2009 mit einem später gescheiterten Bauvorhaben zur Errichtung von insgesamt 100.000 Wohnungen, die in drei Stadtbezirken der nordkoreanischen Hauptstadt entstehen sollten. Die Bauarbeiten standen im Schatten einer Hungersnot. Aus Mangel an Ressourcen wurden laut südkoreanischen Medienberichten im Juli 2011 Studenten und Soldaten für den Bau herangezogen. Bereits vor der Fertigstellung waren Familien in den Rohbau eingezogen, die mit dem Regierungsapparat in Zusammenhang standen, darunter hochrangige Kader aus Polizei und Geheimdienst und Personen, die besondere „Dienste am Vaterland“ geleistet hätten.

## Ursachen
Genaue Ursachen wurden von der Regierung nicht bekannt gegeben. Von verschiedenen Quellen wurden jedoch Mängel bei der Konstruktionsweise und die Verwendung minderwertiger Materialien sowie das unqualifizierte rekrutierte Personal aus der Armee angegeben. Bauarbeiter und Ingenieure hätten außerdem Baustoffe wie Zement und Stahl gestohlen und auf dem Schwarzmarkt verkauft. Unsachgemäße Bauarbeiten könnten zudem aus der Maxime der „Korea-Geschwindigkeit“ resultiert sein, die Bauarbeiter zur schnellen Durchführung ihrer Arbeiten auffordert.

## Folgen
Außergewöhnlicherweise berichteten nordkoreanische Medien einige Tage später relativ offen über das Unglück und seine Hintergründe, weswegen der Vorfall auch international von der Presse wiedergegeben wurde. Zuletzt soll Nordkorea über den Eisenbahnunfall von Ryongchŏn öffentlich kommuniziert haben, der sich zehn Jahre zuvor ereignete. Die Regierung räumte ein, dass der Bau nicht sachgemäß durchgeführt worden war. Nach Angaben der südkoreanischen Agentur Yonhab wurde von der nordkoreanischen Zeitung Rodong Sinmun, dem Organ des Zentralkomitees der Partei der Arbeit Koreas, ein Foto veröffentlicht, auf dem die offizielle Entschuldigungszeremonie zu sehen ist. Laut Spekulationen der Agentur und japanischer Medien war die Entscheidung Nordkoreas zu diesem für das Land verhältnismäßig offensiven Schritt von dem in Südkorea kritisierten Krisenmanagement der südkoreanischen Präsidentin Park Geun-hye beeinflusst worden. Park stand wegen ihres Umgang mit dem Untergang der Fähre Sewol unter Druck, der sich im Vormonat ereignet und über 300 Todesopfer gefordert hatte. Auch in anderen Medien wurde der Umgang beider Regierungen mit den jeweiligen Vorfällen verglichen und gegenübergestellt.
Als Verantwortlicher für das Unglück wurde der Minister für Volkssicherheit Choe Pu-il genannt, der die Baustelle nur unzureichend überwacht habe. Choe sowie der Chef des örtlichen Parteikomitees, Kim Su-gil, entschuldigten sich öffentlich für das Unglück. Choe erklärte, er „habe darin versagt, die Parteipolitik der Liebe zum Volk aufrecht zu erhalten“.
Kim Jong-un soll die Nachricht so getroffen haben, dass er „die ganze Nacht über voller Schmerz wachgeblieben“ sei, wie die staatliche Nachrichtenagentur berichtete.
Einige Tage nach dem Vorfall wurden nach Informationen der japanischen Zeitung Yomiuri Shimbun vier Ingenieure und Architekten durch Erschießung hingerichtet und ein fünfter Armeeoffizier in ein Arbeitslager verbracht.
Während medienwirksam inszenierte Visiten des nordkoreanischen Führers an Produktionsstätten in Nordkorea zum politischen Tagesgeschäft gehören, sollen nach dem Unfall vor allem Besichtigungen von Baustellen durch den Machthaber Kim Jong-un stattgefunden haben, was von außenstehenden Medien als Propagandastrategie bewertet wurde. Außerdem gab es einige Tage nach dem Unglück mehrere personelle Umbesetzungen innerhalb der Verwaltung.